# Kapelusz podhalański wz. 1919

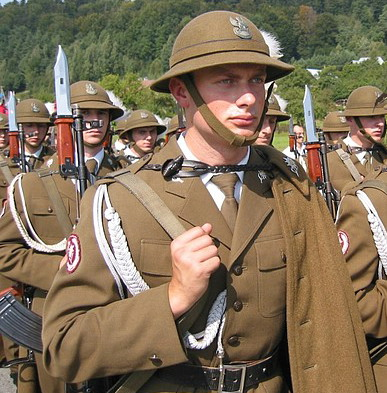
Żołnierz 21 Brygady Strzelców Podhalańskich w mundurze galowym

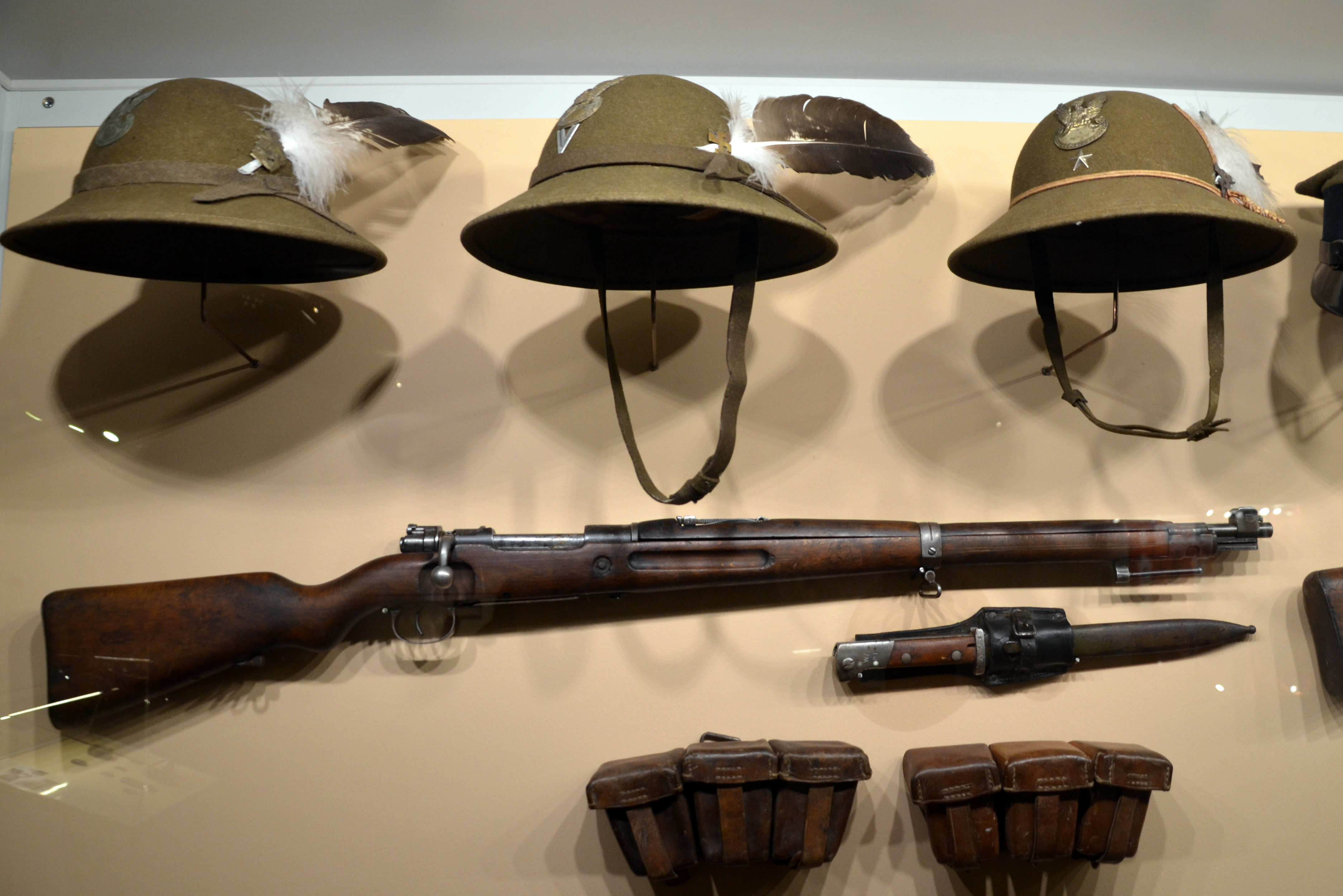
Kapelusze podhalańskie z okresu XX-lecia międzywojennego

Kapelusz podhalański – tradycyjne nakrycie głowy do munduru galowego żołnierzy 21 Brygady Strzelców Podhalańskich.

## Okres międzywojenny
W roku 1919 z inicjatywy płk. Andrzeja Galicy wprowadzono formalnie kapelusze podhalańskie dla jednostek dla pułków strzelców podhalańskich. Projekt doczekał się urzeczywistnienia dopiero kilkanaście lat później, w okresie reformy umundurowania w 1936. Kapelusze były wzorowane na tradycyjnym nakryciu głowy górali – kłobuku, jednakże w kolorze ochronnym. Kapelusz wykonany z jednego, specjalnie utwardzonego kawałka filcu miał być noszony zamiast czapki rogatywki z orlim piórem. Wariant dla oficerów opasany był podwójnym sznurkiem srebrnym oksydowanym, a dla szeregowych — szarym wełnianym. Z lewej strony za sznurek zatknięte miało być pióro ciemne, orle lub jastrzębie, przypięte oznaką w kształcie swastyki. Na przodzie umieszczono orzeł srebrny oksydowany, pod nim gwiazdki oficerskie. Kapelusze podhalańskie przyjęły się szerzej w jednostkach piechoty górskiej dopiero w latach 30.
Wygląd ogólny:
- kapelusz wykonany jest z jednego kawałka filcu w kolorze barwy ochronnej,  ma kształt kulisty, zakończony u dołu rondem i posiada pasek pod brodę.
- potnik - wykonany jest ze skory baraniej, obszyty  wzdłuż dolnej nieco wyciągniętej krawędzi skośnej kapelusza.
- podpinka - składa się z dwóch pasków filcowych barwy ochronnej i z dwóch przesuwek filcowych zakończonych w kąt, przyszytych do wolnych końców pasków.
- orzełek -  wykonany z metalu,  umieszczony na przodzie kapelusza.

Sposób noszenia odznak stopni:

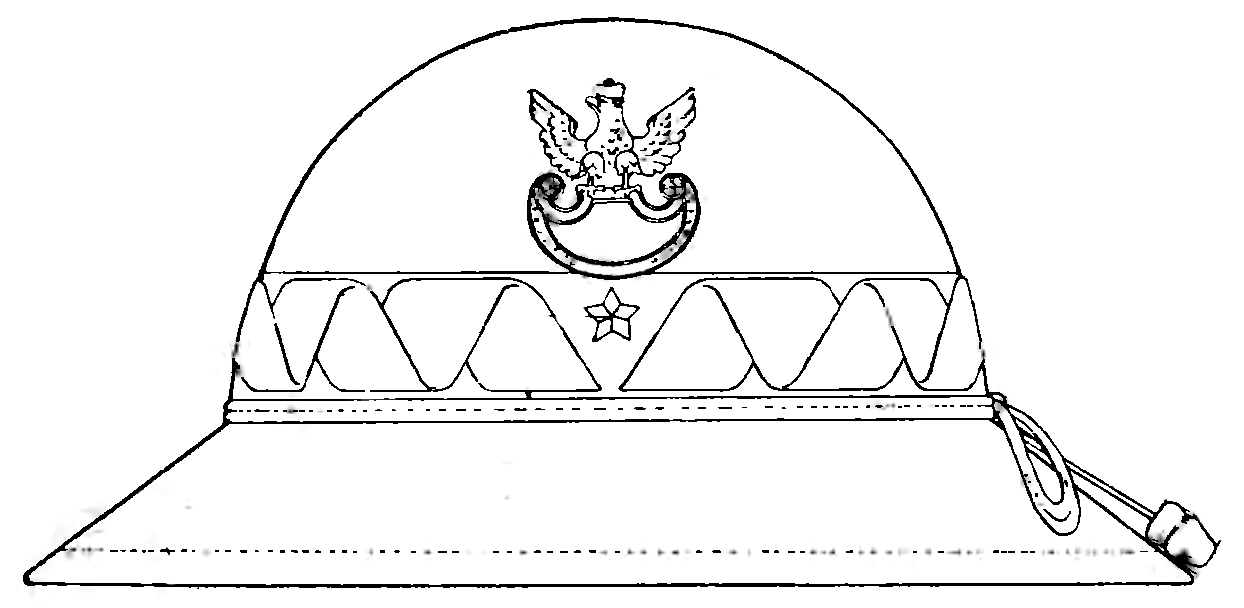
Kapelusz generalski

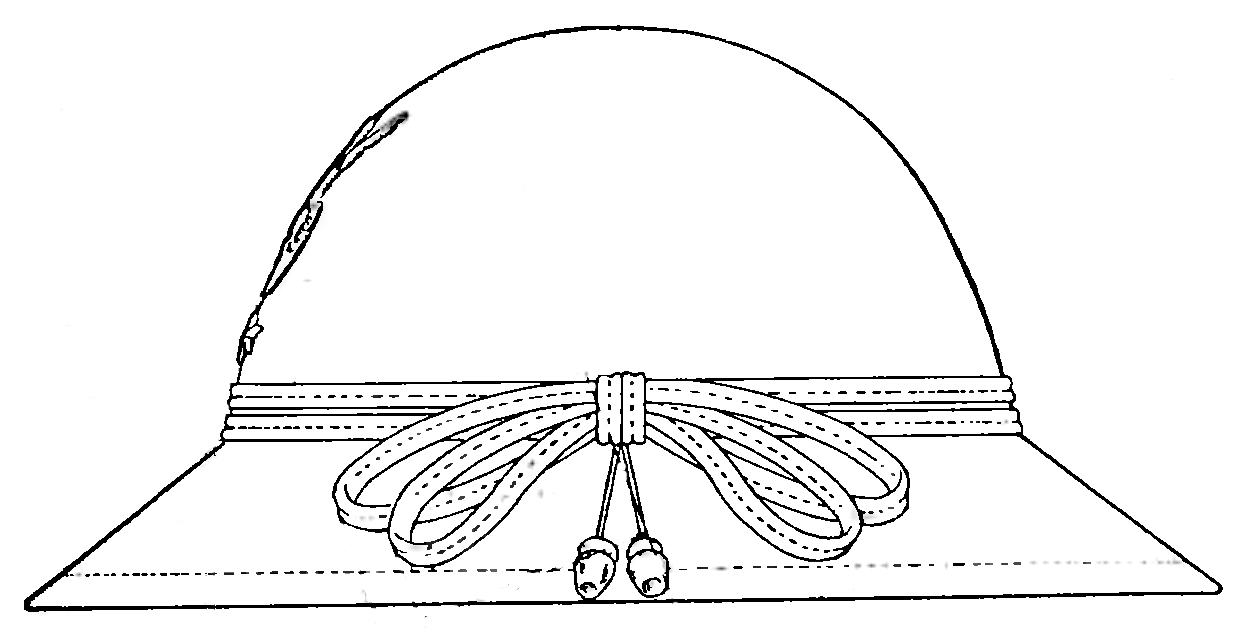
Kapelusz oficera starszego

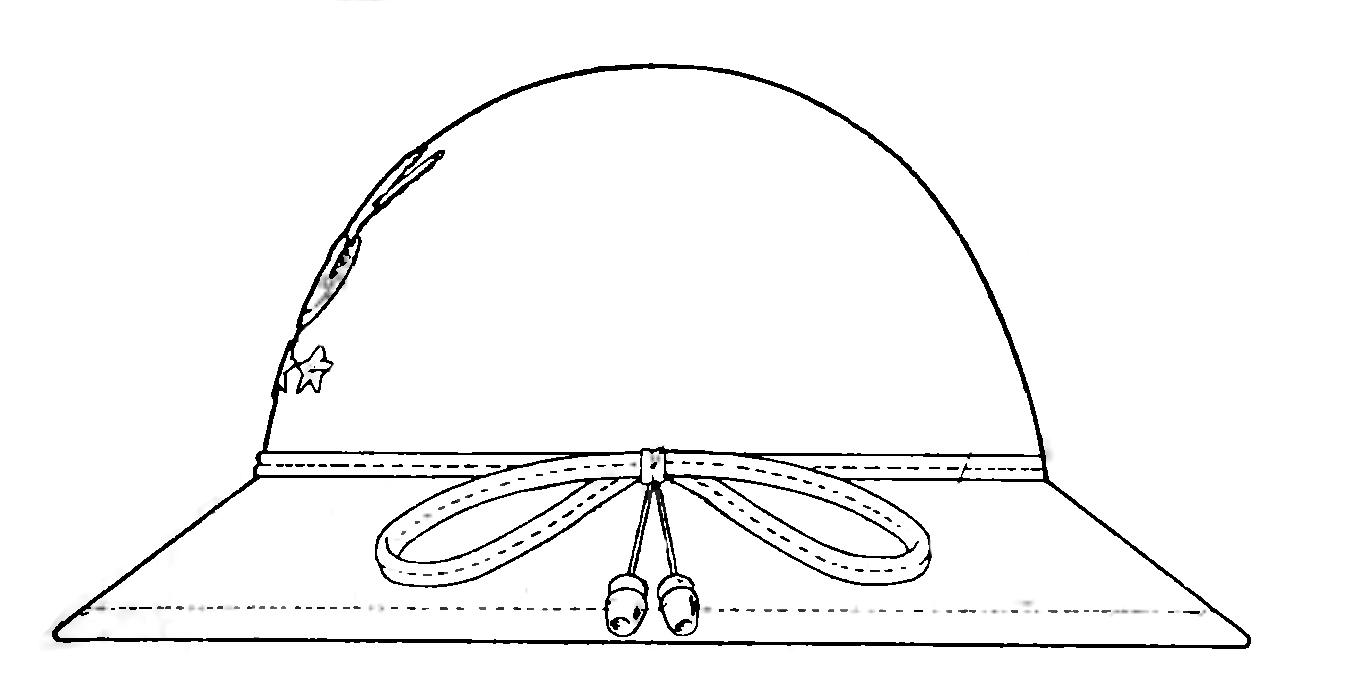
Kapelusz oficera młodszego

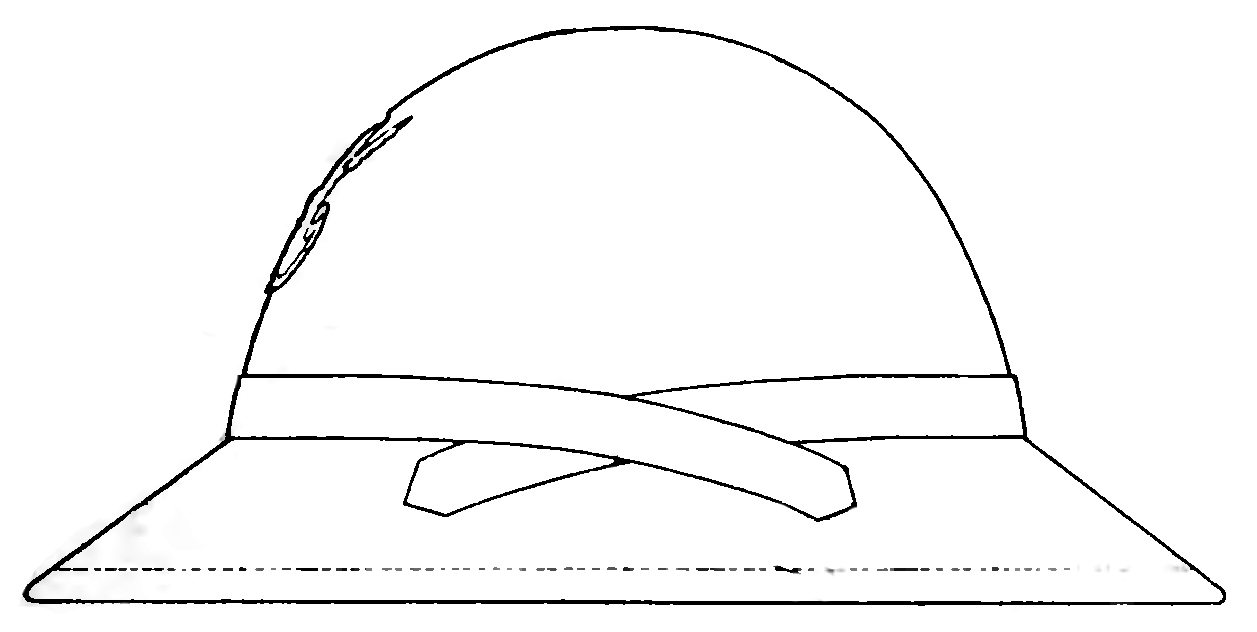
Kapelusz podoficera i szeregowego

- generałowie -  na linii zgięcia ronda umieszczony pojedynczy srebrny galon oficerski zakończony pojedynczą kokardą, do której  przyszyte są dwa sznurki z baryłką w kształcie żołędzia.   Powyżej galonu naszyty jest pasek sukienny barwy ochronnej, na którym wyhaftowana jest taśma generalska wraz z gwiazdkami.
- oficerowie  sztabowi -  na linii zgięcia ronda umieszczone dwa srebrne galony  oficerskie.  Obydwa galony zakończone podwójną kokardą, do której przyszyte są dwa sznurki z baryłką w kształcie żołędzia.   Z przodu kapelusza, między górnym galonem a orzełkiem, umieszczone są  równo i symetrycznie  haftowane gwiazdki.
- oficerowie młodsi  - na linii zgięcia ronda umieszczony jeden srebrny galon oficerski zakończony  pojedynczą kokardą, do której przyszyte są dwa sznurki z baryłką w kształcie żołędzia.  Z przodu kapelusza, między galonem a orzełkiem, umieszczone są równo i symetrycznie haftowane gwiazdki.
- chorążowie -  na linii zgięcia ronda umieszczony  pojedynczy galon jedwabny barwy karmazynowej, zakończony  pojedynczą kokardą, do której przyszyte są dwa sznurki jedwabne barwy karmazynowej  z baryłką w kształcie żołędzia.    Z przodu kapelusza, między galonem a orzełkiem umieszczona jest jedna haftowana gwiazdka.
- podoficerowie – (od starszego sierżanta do szeregowca) - na linii zgięcia ronda przyszyty pasek filcowy  w ten sposób, by obydwa jego końce, ścięte w kąt, opadały skośnie na rondo z lewej strony kapelusza.  Z przodu kapelusza, między paskiem a orzełkiem, są umieszczone równo i symetrycznie oznaki stopni.

Pióro i emblemat:
- bezpośrednio ponad węzłem kokardy galonów z lewej strony kapelusza przyszyte jest pióro orle (jastrzębie lub z kani) z pękiem  puchu, a na nim umieszczony jest znak jednostek podhalańskich[4].

## Współczesność

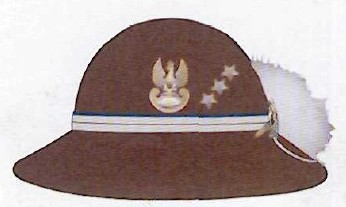
Kapelusz podhalański - wersja oficerska

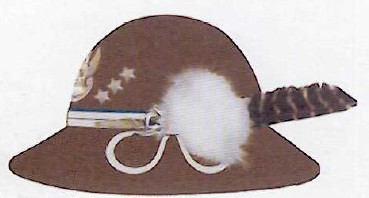
Kapelusz podhalański - wersja oficerska

Aktualnie kapelusze podhalańskie wraz z peleryną noszą do umundurowania galowego żołnierze 21 Brygady Strzelców Podhalańskich.
Jest to kapelusz wzorowany na kapeluszu przedwojennym. Wykonany jest z jednego kawałka filcu w kolorze khaki. Umieszcza się na nim znak orła Wojsk Lądowych tłoczony z blachy srebrzystej i oksydowany, o wysokości 56 mm. Ponadto na kapeluszach umieszcza się oznaki stopni.
Zgodnie z regulaminem kapelusz podhalański nosi się tylko z peleryną podhalańską. Kapelusz musi być nałożony prosto na głowę, przy czym dolna krawędź ronda powinna znajdować się na wysokości linii brwi. W czasie wystąpień o charakterze służbowym pasek kapelusza zakłada się pod brodę.